# Hyperthaema coccinata
Hyperthaema coccinata là một loài bướm đêm thuộc phân họ Arctiinae, họ Erebidae.